# ليزا فارغا
ليزا فارغا (بالإنجليزية: Lisa Varga) هي ممثلة أمريكية، ولدت في 8 أبريل 1971 في ساوث بند في الولايات المتحدة.

## وصلات خارجية
- ليزا فارغا على موقع IMDb (الإنجليزية)
- ليزا فارغا على موقع ألو سيني (الفرنسية)
- ليزا فارغا على موقع أول موفي (الإنجليزية)
- ليزا فارغا على موقع قاعدة بيانات الفيلم (الإنجليزية)
- ليزا فارغا على موقع كينوبويسك (الروسية)